# Liste von Luftfahrt-Zwischenfällen ab 2020
Dies ist eine Teilliste von Luftfahrt-Zwischenfällen seit dem Jahr 2020 beim Betrieb von Verkehrsluftfahrzeugen. Für übrige Zeitspannen siehe Listen von Luftfahrt-Zwischenfällen.
Für militärische Zwischenfälle siehe Liste von Zwischenfällen (Militärluftfahrt) ab 1981.
Für Zwischenfälle von Luftfahrzeugen der Allgemeinen Luftfahrt siehe Liste von Zwischenfällen (Allgemeine Luftfahrt).
Einträge mit eigenem Artikel in Wikipedia sind mit (A) gekennzeichnet.
| Auflistung nach Jahr          |
| 2020 2021 2022 2023 2024 2025 |

## Liste

### 2020
- (A) 8. Januar – Eine Boeing 737-800 der Ukraine International Airlines (Luftfahrzeugkennzeichen UR-PSR) verunglückte kurz nach dem Start vom Flughafen Teheran-Imam Chomeini nach Raketenbeschuss durch das iranische Militär. An Bord befanden sich 176 Personen (167 Passagiere und 9 Crew-Mitglieder). Es gab keine Überlebenden (siehe auch Ukraine-International-Airlines-Flug 752).[1][2]

- (A) 23. Januar – Ein US-amerikanisches Löschflugzeug des Typs EC-130Q der US-amerikanischen Coulson Aviation (N134CG) stürzte über dem Gebiet Peak View nordöstlich von Cooma, New South Wales, Australien bei Löscharbeiten ab. Die 3 Besatzungsmitglieder starben (siehe auch Coulson-Aviation-Flug B134).[3][4]

- (A) 5. Februar – Eine Boeing 737-800 der türkischen Pegasus Airlines (TC-IZK) setzte bei der Landung am Flughafen Istanbul-Sabiha Gökçen bei starkem Regen erst sehr spät auf der Landebahn auf und rutschte über deren Ende hinaus in eine Begrenzungsmauer des Flughafengeländes. Dabei brach der Rumpf an zwei Stellen und ein Triebwerk geriet in Brand. Bei dem Unfall wurden drei Personen getötet und 179 verletzt (siehe auch Pegasus-Airlines-Flug 2193).[5]

- (A) 4. Mai – Eine Embraer EMB 120 der kenianischen African Express Airways (5Y-AXO) stürzte auf einem Flug mit 4 Passagieren und zwei Besatzungsmitgliedern an Bord im Anflug auf Berdale (Somalia) ab, nachdem sie von äthiopischen Truppen beschossen worden war. Keiner der an Bord befindlichen Menschen überlebte den Absturz (siehe auch African-Express-Airways-Flug 711).[6][7]

- (A) 22. Mai – Ein Airbus A320-214 der Pakistan International Airlines (Luftfahrzeugkennzeichen AP-BLD) verunglückte kurz vor der Landung am Flughafen Karatschi. Die Piloten flogen beim ersten Anflug viel zu hoch und zu schnell an, worauf der Fluglotse sie mehrfach hinwies. Trotzdem setzten sie den Anflug fort. Beim ersten Landeversuch schlug das Flugzeug mit eingefahrenem Fahrwerk etwa 1300 Meter, 1650 Meter und 2100 Meter hinter der Schwelle der Landebahn mehrfach mit den Triebwerken auf selbiger auf, wobei die Triebwerke beschädigt wurden. Trotzdem wurde das auf dem Bauch rutschende Flugzeug durchgestartet und die Piloten zwangen ihre schwer beschädigte Maschine wieder in die Luft. Aufnahmen von Augenzeugen zeigen, dass die Triebwerke an der Unterseite Schleifspuren aufwiesen. Während einer Platzrunde fielen dann auf 1800 Fuß Höhe beide Triebwerke aus. Aufgrund der geringen Höhe gelang es den Piloten nicht mehr, zum Flughafen zurückzukehren. Das aus Lahore kommende Flugzeug stürzte mit hochgezogener Nase 1400 Meter östlich der Landebahn in ein dicht besiedeltes Wohngebiet, wobei 89 der 91 Passagiere und alle acht Besatzungsmitglieder ums Leben kamen. Am Boden gab es ein Todesopfer und sieben Verletzte, während 19 Gebäude beschädigt und etwa ein Dutzend Fahrzeuge zerstört wurden. Der Absturz wurde von mindestens zwei Überwachungskameras aufgenommen (siehe auch Pakistan-International-Airlines-Flug 8303).[8][9]

- (A) 7. August – Eine Boeing 737-800 der Air India Express (VT-AXH) überrollte bei der Landung am Flughafen Calicut bei Kozhikode das Landebahnende und zerbrach hinter dem Cockpit, wobei der vordere Rumpfabschnitt zerstört wurde. Dabei wurden beide Piloten und 19 Passagiere getötet und über 100 weitere verletzt. An Bord der aus Dubai kommenden Maschine befanden sich 184 Passagiere und 6 Besatzungsmitglieder. Laut ersten Erkenntnissen landete die Maschine mit etwa 12 Knoten Rückenwind und bei starkem Monsunregen erst 100 Meter hinter dem Ende der Aufsetzzone (siehe auch Air-India-Express-Flug 1344).[10][11]

- 20. August – Eine Antonow An-26B der südsudanesischen South West Aviation (EX-126) stürzte kurz nach dem Start vom Flughafen Juba (Südsudan) ab. Das Flugzeug war auf dem Weg nach Wau und Aweil. Die in Kirgisistan registrierte Maschine war mit 8 Tonnen Fracht um 2,5 Tonnen überladen. Von den drei Besatzungsmitgliedern und fünf Passagieren wurden 7 getötet, eine Person überlebte schwer verletzt.[12][13]

### 2021
- (A) 9. Januar – Eine Boeing 737-500 der indonesischen Sriwijaya Air (Luftfahrzeugkennzeichen PK-CLC) stürzte vier Minuten nach dem Start vom Flughafen Soekarno-Hatta (Indonesien) durch einen Strömungsabriss in die Javasee. Das Flugzeug befand sich auf dem Weg zum Flughafen Supadio in Pontianak. Alle 62 Insassen, 56 Passagiere und sechs Besatzungsmitglieder, kamen ums Leben (siehe auch Sriwijaya-Air-Flug 182).[14][15]

- 2. März – Eine Let L-410 der südsudanesischen South Supreme Airlines mit dem gefälschten kolumbianischen Luftfahrzeugkennzeichen HK-4274 stürzte kurz nach dem Start von einer unbefestigten Piste in Pieri (Südsudan) ab, wobei alle 10 Insassen, die beiden Piloten und acht Passagiere, ums Leben kamen.[16] Die Betreibergesellschaft South Supreme Airlines hatte dasselbe Flugzeug schon vorher mit dem ebenfalls gefälschten gabunischen Kennzeichen TR-KSS betrieben.[17][18]

- 12. Mai – Ein Frachtflugzeug des Typs Swearingen SA226-TC Metro II der US-amerikanischen Key Lime Air (N280KL), mit welcher ein Charterfrachtflug durchgeführt wurde, kollidierte im Anflug auf den Flughafen Centennial (nahe Denver, Colorado, USA) mit einer privaten Cirrus SR22 (N416DJ). Obwohl infolge der Kollision die Rumpfoberseite der Metro im hinteren Bereich großflächig auf- bzw. abgerissen wurde, gelang es den Piloten, das Flugzeug unter Kontrolle zu behalten und diese sicher zu landen. Der Pilot der Cirrus aktivierte das Gesamtrettungssystem, sodass die Maschine an einem Fallschirm zu Boden glitt. Bei dem Unfall gab es unter den insgesamt drei Insassen der beiden Maschinen keine Todesopfer.[19]

- (A) 2. Juli – Ein Frachtflugzeug des Typs Boeing 737-200 der US-amerikanischen Trans Executive Airlines (Transair Cargo) (N810TA) wurde 12 Minuten nach dem Start vom Flughafen Honolulu drei Kilometer vor der Küste der Hawaii-Insel Oʻahu notgewassert. Das Flugzeug befand sich auf einem Nachtflug[20] nach Kahului, als das Triebwerk Nr. 2 (rechts) ausfiel. Kurz darauf wurden auch Probleme mit dem Triebwerk Nr. 1 gemeldet, was aber daran lag, dass der Kapitän auf Zuruf des Kopiloten den Schubhebel Nr. 1 kritiklos[21] auf Null zurückgezogen und damit das falsche Triebwerk lahmgelegt hatte.[22] Die Piloten versuchten, zum Flughafen zurückzukehren, mussten aber 9 Kilometer westsüdwestlich davon notwassern. Der Kopilot wurde nach Eintreffen der Rettungskräfte auf treibender Fracht liegend gerettet, der Kapitän stand auf dem gerade noch herausragenden Heck des versinkenden Flugzeugs. Wenige Sekunden danach versank es vollständig und er konnte schwimmend gerettet werden. Beide wurden verletzt (siehe auch Transair-Flug 810).[23][24][25][26][27]

- (A) 6. Juli – Ein Passagierflugzeug des Typs Antonow An-26B-100 der russischen Regionalfluggesellschaft Petropavlovsk-Kamchatsky Air Enterprise (RA-26085) kollidierte bei schlechten Sichtbedingungen mit einer Klippe. Es befand sich im Landeanflug auf den Flughafen von Palana. Das Flugzeug kam von Petropawlowsk-Kamtschatski in Russlands fernem Osten. Die Bürgermeisterin von Palana, Olga Mokhirewa, war an Bord der Maschine. Alle 28 Insassen (sechs Besatzungsmitglieder und 22 Passagiere) wurden bei diesem CFIT (Controlled flight into terrain) während eines Sichtanfluges getötet (siehe auch Kamchatka Aviation Enterprise Flug PTK-251).[28][29]

- (A) 17. August – Einer der Prototypen des neuen Transportflugzeugs Iljuschin Il-112 (RF-41400) stürzte bei einem Testflug ab, nachdem das Triebwerk Nr. 2 (rechts) Feuer gefangen hatte. Die Maschine war vier Minuten vorher vom Militärflugplatz Kubinka westlich von Moskau gestartet. Alle drei Insassen, die beiden Piloten und ein Ingenieur, überlebten den Unfall nicht (siehe auch Flugunfall einer Iljuschin Il-112 bei Kubinka 2021).[30][31]

- 2. November – Eine Antonow An-26 der Optimum Aviation aus Benin (TR-NGT) stürzte kurz nach dem Start 2500 Meter nördlich des Flughafens Juba (Südsudan) ab. Das Flugzeug wurde für die südsudanesische Euro Airlines betrieben und war in Gabun registriert. Das Frachtflugzeug war mit 5,4 Tonnen Diesel in 28 Fässern auf dem Weg nach Maban und war nach dem Abheben nur sehr langsam gestiegen. Alle 5 Besatzungsmitglieder kamen bei dem Unfall ums Leben.[32]

- 23. Dezember – Eine Short 360-300 der kongolesischen Malu Aviation (9S-GPS) stürzte 15 Kilometer nordwestlich des Zielflughafens der Stadt Shabunda (Provinz Sud-Kivu, Demokratische Republik Kongo) in den Urwald. Alle 5 Insassen, drei Besatzungsmitglieder und 2 Passagiere, wurden getötet.[33]

### 2022
- 27. Februar – Die einzige flugfähige Antonow An-225 der ukrainischen Antonov Airlines (Luftfahrzeugkennzeichen UR-82060) wurde beim russischen Überfall auf die Ukraine auf ihrer Heimatbasis Hostomel in der Ukraine zerstört.[34]

- (A) 21. März – Eine Boeing 737-800 der Fluggesellschaft China Eastern Airlines (B-1791) stürzte mit 132 Menschen (123 Passagiere und 9 Besatzungsmitglieder) an Bord in der Nähe der Stadt Wuzhou in der südchinesischen Region Guangxi ab. Ab etwa dem Punkt, wo der Flug üblicherweise vom horizontalen Reiseflug in den Sinkflug übergeht, ging die Maschine ab 14:19 Uhr Ortszeit in einer Höhe von 8800 m in einen, nur einmal kurz unterbrochenen, sehr raschen Sinkflug. Sie kollidierte mit dem Boden und löste einen Waldbrand aus. Alle 132 Insassen kamen ums Leben (siehe auch China-Eastern-Airlines-Flug 5735).[35]

- 11. Mai – Eine de Havilland Canada DHC-6-400 Twin Otter der kamerunischen Caverton Helicopters (TJ-TIM) stürzte in ein Waldgebiet bei Nanga-Eboko (Kamerun). Nähere Einzelheiten sind derzeit nicht verfügbar. Alle 11 Insassen, zwei Besatzungsmitglieder und 9 Passagiere, kamen ums Leben.[36]

- (A) 29. Mai – Eine de Havilland Canada DHC-6-300 Twin Otter der nepalesischen Fluggesellschaft Tara Air (9N-AET) kollidierte mit 19 Passagieren und 3 Besatzungsmitgliedern an Bord im Distrikt Mustang (Nepal) mit einem Vorgebirge des Himalaya. Es gab keine Überlebenden (siehe auch Tara-Air-Flug 197).[37][38]

- 21. Juni – Eine McDonnell Douglas MD-82 (HI-1064) der dominikanischen Fluggesellschaft Red Air kam auf dem Flug von Santo Domingo bei der Landung auf dem Flughafen Miami von der Landebahn ab, nachdem das linke Hauptfahrwerk kollabiert war. Die rechte Tragfläche kollidierte mit einem Radarmast und geriet in Brand. Alle 130 Passagiere und zehn Besatzungsmitglieder überlebten den Unfall, drei von ihnen mussten im Krankenhaus behandelt werden. Das Flugzeug musste abgeschrieben werden.[39][40]

- 16. Juli, 22:47 Uhr Ortszeit (UTC+3) – Ein Frachtflugzeug des Typs Antonow An-12 der ukrainischen Fluggesellschaft Meridian (UR-CIC)[41] stürzte 40 km entfernt von dem für eine Notlandung angepeilten Flughafen Kavala in Nordgriechenland brennend ab. Alle 8 Besatzungsmitglieder starben dabei. Die Maschine war auf dem Weg von Niš, Serbien nach Amman, Jordanien. Geladen waren 11,5 t Waffen und Munition für Bangladesch. Vor dem Absturz hatte einer der Piloten wegen Problemen mit einem Triebwerk eine Notlandung auf dem Flughafen Kavala angekündigt.[42][43][44][45][46]

- 18. Juli – Eine 30 Jahre alte Fokker 50 der Jubba Airways (Somalia) (5Y-JXN) befand sich auf einem Inlandsflug vom Flughafen Baidoa aus. Bei der Landung auf dem Flughafen Mogadischu schlug die Maschine hart auf, wobei die linke Tragfläche an der Flügelwurzel abbrach. Daraufhin überschlug sich das Flugzeug. Alle 36 Insassen überlebten den Totalschaden.[47]

- 24. September – Eine Boeing 737-400 der spanischen Swiftair (EC-NLS), betrieben für West Atlantic Sweden, schoss während der Landung auf dem Flughafen Montpellier (Frankreich) über das Landebahnende hinaus und rutschte mit dem Bugfahrwerk und dem Rumpfbug in einen angrenzenden See. Alle drei Insassen überlebten. Die Maschine musste abgeschrieben werden.[48]

- 23. Oktober – Ein Airbus A330-300 der Korean Air (HL7525) verunglückte bei der Landung auf dem internationalen Flughafen Mactan-Cebu (Philippinen). Nach zweimaligem Durchstarten rollte die Maschine hierbei 360 Meter über das Ende der 3310 Meter langen Landebahn hinaus. Mehrere Passagiere erlitten dabei leichte Verletzungen. Das Flugzeug wurde irreparabel beschädigt.[49][50][51]

- 27. Oktober – Ein Löschflugzeug des Typs Canadair CL-415 (I-DPCN) der italienischen Feuerwehr wurde während eines Löscheinsatzes bei Linguaglossa auf Sizilien in den Monte Calcinera (unweit des Ätna) geflogen. Die beiden Piloten, einzige Personen an Bord der Maschine, kamen ums Leben.[52]

- (A) 6. November – Der Flug einer ATR 42 der tansanischen Precision Air (5H-PWF), die am Flughafen Daressalam gestartet war, endete etwa 100 Meter vom Zielort Flughafen Bukoba entfernt im Victoriasee. Von 43 Menschen an Bord wurden 19 getötet (siehe auch Precision-Air-Flug 494).[53][54][55]

- 18. November, 15:11 Uhr Ortszeit – Ein Airbus A320neo der chilenischen Fluggesellschaft LATAM Airlines (CC-BHB) kollidierte während des Startvorgangs auf dem Flughafen Lima mit einem Feuerwehrfahrzeug, mit dem im Rahmen einer Übung versucht wurde, die Startbahn zu überqueren. Das Flugzeug fing Feuer und wurde abgeschrieben. Zwei Feuerwehrleute wurden getötet, mehrere Flugzeuginsassen teilweise schwer verletzt.[56][57][58][59]

### 2023
- (A) 15. Januar, gegen 11:00 Ortszeit UTC+5:45 – Eine ATR 72 der nepalesischen Fluggesellschaft Yeti Airlines (Luftfahrzeugkennzeichen 9N-ANC) stürzte vollbesetzt mit 72 Menschen (68 Passagiere, 4 Besatzungsmitglieder) an Bord beim Landeanflug auf den Flughafen Pokhara in Nepal ab und geriet in Brand. Es gab keine Überlebenden. Die Maschine kam mit Abflug um 10:30 Uhr Ortszeit aus Kathmandu (siehe auch Yeti-Airlines-Flug 691).[60]

- (A) 16. September – Eine auf dem Flughafen Manaus gestartete Embraer EMB 110 Bandeirante der Manaus Aerotáxi mit 12 Passagieren und 2 Besatzungsmitgliedern an Bord verunfallte während eines Fehlanfluges unter schwierigen Wetterverhältnissen beim Flughafen Barcelos. Alle 14 Insassen starben dabei (siehe auch Flugunfall der Manaus Aerotáxi 2023).[61]

- (A) 22. Oktober – Auf dem Flug einer Embraer 175 LR vom Flughafen Everett (Paine Field) nach San Francisco, welcher von Horizon Air im Auftrag von Alaska Airlines durchgeführt wurde, versuchte ein Deadheading-Pilot durch Abschalten der Triebwerke das Flugzeug zum Absturz zu bringen, dabei wurde niemand verletzt (siehe auch Alaska-Airlines-Flug 2059).[62]

### 2024
- (A) 2. Januar – Ein Airbus A350 der Japan Airlines (Luftfahrzeugkennzeichen JA13XJ) kollidierte bei der Landung auf dem Flughafen Tokio-Haneda mit einer De Havilland DHC-8 (JA722A) der japanischen Küstenwache. Alle Insassen des Airbus A350 überlebten, wohingegen 5 der 6 Insassen der DHC-8 verstarben (siehe auch Flugzeugkollision von Tokio-Haneda 2024).[63]

- (A) 5. Januar – Bei einer zwei Monate alten Boeing 737 Max 9 (N704AL)[64] kam es zu einem schlagartigen Druckabfall im Flugzeug, als sich kurz nach dem Abflug vom Flughafen Portland auf dem Weg zum Flughafen Ontario während des Steigfluges auf ca. 15.000 Fuß ein durch ein Kabinenpanel verschlossener Notausstieg aufgrund von Baufehlern vom Rumpf löste. Das Flugzeug landete sicher wieder in Portland. Alaska Airlines ließ aufgrund dieses Vorfalls alle 737 MAX 9 am Boden und ordnete eine Überprüfung an. Es gab keine Toten (siehe auch Alaska-Airlines-Flug 1282).[65]

- 23. Januar – Eine BAe Jetstream 32 der kanadischen Northwestern Air (C-FNAA) stürzte kurz nach dem Start vom Flughafen Fort Smith (Nordwest-Territorien, Kanada) etwa 500 bis 1000 Meter hinter der Startbahn ab. Beim Start herrschte leichter Schneefall bei einer Temperatur von −19 Grad. Von den sieben Insassen kamen 6 ums Leben. Nähere Einzelheiten sind derzeit noch nicht verfügbar.[66]

- 26. Januar – Eine Beechcraft C99 der US-amerikanischen Wiggins Airways (N53RP) stürzte kurz nach dem Start vom Flughafen Manchester-Boston Regional (New Hampshire, USA) in ein Wohngebiet von Londonderry (New Hampshire). Der Pilot, der einzige Insasse, überlebte den Unfall und wurde verletzt in ein Krankenhaus gebracht. Das Flugzeug wurde irreparabel beschädigt. Nähere Einzelheiten über die Unfallursache sind derzeit noch nicht verfügbar.[67]

- Am 31. März 2024 kam eine Boeing 727-200F (5Y-IRE) bei der Landung auf dem Flughafen Malakal von der Landebahn ab und kollidierte mit einer zuvor dort verunglückten MD-80 (5Y-AXL). Die Maschine brach in zwei Teile. Die sieben an Bord befindlichen Crew-Mitglieder erlitten leichte Verletzungen. Der Frachter wurde von der kenianischen Gesellschaft „Safe Air“ betrieben.[68]

- 23. April – An einer Douglas DC-4/C-54D-DC Skymaster der Alaska Air Fuel (N3054V) brach im Triebwerk Nr. 1 (links außen) etwa drei Minuten nach dem Start vom Flughafen Fairbanks (Alaska, USA) ein Brand aus. Sekunden nach dem Auftreten der ersten Flammen war eine helle weiße Explosion hinter dem Motor Nr. 1 zu sehen. Das Flugzeug geriet daraufhin in eine unkontrolliert werdende, absteigende Linkskurve ins Gelände und schlug nahe dem Tanana River außerhalb von Fairbanks auf. Die beiden Piloten, die einzigen Insassen auf dem Frachtflug, kamen ums Leben. Als Ursachen wurde ein Leistungsverlust des Triebwerks Nr. 1 sowie der fehlerhafte Einbau einer Mutter im Propellerverstellsystem festgestellt, durch den Motoröl auf die Auspuffanlage gespritzt wurde, als der Propeller nach dem Verlust der Triebwerksleistung verstellt wurde. Außerdem trug ein nicht ordnungsgemäß repariertes Kraftstoffleck zum Unfall bei, das zu einer Explosion führte, durch welche die Querruderrolle abgetrennt wurde, was zu einem Verlust der Kontrolle über das Flugzeug und dem anschließenden Aufprall auf das Gelände führte. Mit dem Stand vom Juni 2025 war dies der letzte Totalverlust einer DC-4 seit dem Erstflug am 14. Februar 1942.[69]

- 9. Mai – Eine von Air Sénégal (2016) gecharterte Boeing 737-300 (6V-AJE) der Transair kam nach einem Startabbruch am Flughafen Dakar-Blaise Diagne von der Piste ab und fing Feuer. In der Maschine, die planmäßig um 1:14 Uhr Ortszeit zum Flughafen Bamako abheben sollte, befanden sich 76 Passagiere und 9 Crewmitglieder. Von diesen erlitten 11 Verletzungen, wovon 4 lebensbedrohlich waren. Die Ursache des Unfalls war ein Hydraulikfehler. Das Flugzeug wurde irreparabel beschädigt.[70][71][72][73]

- (A) 21. Mai – Eine Boeing 777-300ER (9V-SWM) der Singapore Airlines geriet nach Start vom Flughafen London Heathrow auf dem Weg zum Flughafen Singapur kurz vor Thailand in schwere Turbulenzen, in deren Folge es zu einem Todesfall aufgrund eines Herzanfalls kam. Außerdem wurden 85 Insassen in Krankenhäuser eingeliefert. Es waren 211 Passagiere und 18 Besatzungsmitglieder an Bord. Das Flugzeug landete außerplanmäßig um 15:45 Uhr Ortszeit am Flughafen Bangkok-Suvarnabhumi (siehe auch Singapore-Airlines-Flug 321).[74][75]

- 9. Juni – Ein Airbus A320 (OE-LBM) der Austrian Airlines flog auf der Strecke vom Flughafen Palma de Mallorca nach Wien beim Sinkflug über Hartberg, Steiermark um etwa 17:30 Uhr MESZ in eine Gewitterzelle und passierte wenige Sekunden lang Hagel. Die äußere Schicht der beiden vorderen Cockpitfenster wurde zerstört, sodass die Sicht nach vorne stark reduziert war. Vom Radom an der Rumpfnase brachen zwei Drittel weg. Außerdem wurden Verkleidungen an Rumpf und Triebwerksaufhängung beschädigt. Das Flugzeug landete um 17:55 Uhr instrumentengeführt am Flughafen Wien-Schwechat. Es wurde niemand verletzt.[76][77][78][79] Laut Aussage des Meteorologen Jörg Kachelmann sei entweder das Bugradar kaputt gewesen, „oder die Piloten haben nicht geschaut oder nicht verstanden“.[80]

- (A) 24. Juli – Eine Canadair CRJ200 (9N-AME) der nepalesischen Saurya Airlines geriet beim Start vom Flughafen Kathmandu zu einem Test- oder Wartungsflug ohne Passagiere nach Pokhara um 11:15 Ortszeit (UTC+5:45) (5:30 UTC) noch auf der Start- und Landebahn ins Schleudern, fing Feuer und brannte aus. Nur der Kapitän konnte aus der brennenden Maschine gerettet werden, alle anderen Insassen, Crew und ein Techniker, darunter ein Ausländer, starben (siehe auch Flugunfall einer Bombardier CRJ200 der Saurya Airlines in Kathmandu).[81][82]

- (A) 9. August – Eine ATR 72 (PS-VPB) der brasilianischen VoePass Linhas Aéreas verunglückte auf dem Weg von der brasilianischen Stadt Cascavel zum Flughafen São Paulo–Guarulhos in der Metropolregion São Paulo. Sie stürzte in einem Wohngebiet in Vinhedo circa 75 Kilometer nordwestlich von São Paulo ab. Alle Passagiere (58) und die Besatzung (4) starben in der Unfallmaschine, auf dem Boden gab es keine weiteren Opfer. Nach einem ersten Zwischenbericht zur Unfallursache deutet einiges auf Probleme mit Flugzeugvereisung hin, welche zum Strömungsabriss und Flachtrudeln führten (siehe auch VoePass-Linhas-Aéreas-Flug 2283).[83][84][85]

- 9. September – Eine ATR 42-300 der indonesischen Trigana Air Service (PK-YSP) gierte bei einem Startabbruch auf dem Flughafen Serui (Papua, Indonesien) nach links und kam von der Startbahn 28 ab. Die Maschine rollte etwa 20 Meter auf unwegsamem Gelände weiter, wobei das linke Hauptfahrwerk zusammenbrach. Sie kam etwa 1200 Meter hinter dem Startbahnanfang zum Stillstand. Alle 48 Insassen, sechs Besatzungsmitglieder und 42 Passagiere, überlebten den Unfall. Ob das 26 Jahre alte Flugzeug zum Totalschaden wurde, ist noch nicht bekannt.[86][87]

- (A) 25. November – Ein durch die spanische Swiftair betriebenes DHL-Frachtflugzeug des Typs Boeing 737-400 mit dem Luftfahrzeugkennzeichen EC-MFE verunglückte auf dem Weg von Leipzig zum Flughafen Vilnius (VNO) im Landeanflug. Die Maschine schlug 1,6 Kilometer vor der Landebahn in einem Wohngebiet auf. Von den vier Besatzungsmitgliedern starb eines am Unfallort (siehe auch: European-Air-Transport-Leipzig-Flug 5960).[88][89]

- (A) 23. Dezember – Ein Airbus A220-300 der Swiss (HB-JCD) musste auf dem Flug von Bukarest nach Zürich aufgrund von Rauchentwicklung im Flugzeug auf dem Flughafen Graz notgelandet werden. 17 Passagiere und fünf Crewmitglieder mussten ins Krankenhaus gebracht werden. Ein Flugbegleiter verstarb dort eine Woche später. Dies war der erste tödliche Zwischenfall mit einem Airbus A220 (siehe auch Swiss-Flug 1885).[90]

- (A) 25. Dezember – Eine Embraer 190AR der Azerbaijan Airlines (4K-AZ65) verunglückte in der Nähe des Flughafens Aqtau.[91] Bei der versuchten Notlandung wurden 38 der 67 Personen an Bord der Maschine getötet. Nicht näher bezeichnete aserbaidschanische Regierungsquellen äußerten am 26. Dezember 2024, das Flugzeug sei von einer russischen Flugabwehrrakete vom Typ Panzir-S beschossen und die Erlaubnis für eine Notlandung auf einem russischen Flughafen sei verweigert worden.[92] Diese Darstellung wurde durch das aserbaidschanische Nachrichtenportal caliber sowie westliche Medien wie Reuters bestätigt, die sich auf vertrauenswürdige, in die Ermittlungen eingebundene Regierungskreise berufen (siehe auch Azerbaijan-Airlines-Flug 8243).[93][94][95]

- (A) 29. Dezember – Eine Boeing 737-8AS der südkoreanischen Fluglinie Jeju Air (HL-8088), gestartet vom Flughafen Bangkok-Suvarnabhumi (Thailand), verunglückte bei der Landung auf dem Flughafen Muan (Südkorea). 2 der 181 Insassen überlebten den Unfall (siehe auch Jeju-Air-Flug 2216).[96]

### 2025
- 28. Januar – Ein Airbus A321 der südkoreanischen Fluggesellschaft Air Busan (Luftfahrzeugkennzeichen HL-7763), der vom Flughafen Gimhae bei Busan nach Hongkong fliegen sollte, fing noch vor dem Start Feuer und ein Großteil der Passagierkabine brannte aus. Alle 176 Insassen konnten das Flugzeug lebend verlassen.[97][98]

- (A) 29. Januar – Eine Bombardier CRJ700 (N709PS) auf einem von der PSA Airlines durchgeführter Linienflug der American Airlines kollidierte beim Landeanflug auf den Flughafen Ronald Reagan Washington National (DCA) mit einem Hubschrauber der United States Army des Typs Sikorsky UH-60 Black Hawk (00-26860) und stürzte mit diesem in den Potomac River. Alle 64 Insassen der CRJ700 und alle 3 Insassen der UH-60 kamen dabei ums Leben (siehe auch American-Airlines-Flug 5342).[99][100][101]

- (A) 31. Januar – Ein Learjet 55 der „Jet Rescue Air Ambulance“ ist 30 Sekunden nach dem Start, vom Flughafen Northeast Philadelphia, in 500 Metern Höhe explodiert und stürzte in das darunter liegende Wohngebiet. 7 Todesopfer sind bestätigt, darunter die 6 Passagiere und 1 Person am Boden, 19 weitere wurden verletzt. An Bord befanden sich zwei Piloten, ein Arzt, ein Sanitäter, eine Mutter aus Mexiko und ihre kranke Tochter (siehe auch Med-Jets-Flug 056).[102]

- 6. Februar – Eine Cessna 208B Grand Caravan (N321BA) der US-amerikanischen Bering Air verunfallte auf dem Flug von Unalakleet nach Nome (beide in Alaska) ca. 55 Kilometer vor dem Ziel mit zehn Insassen über dem Norton Sound (Alaska, USA). Es gab keine Überlebenden.[103]

- (A) 17. Februar – Ein aus Minneapolis kommender Jet Bombardier CRJ900LR der US-amerikanischen Endeavor Air auf einem für Delta Air Lines (N932XJ) durchgeführten Flug mit 76 Passagieren und vier Besatzungsmitgliedern an Bord setzte auf der Landebahn 23 des Flughafens Toronto-Pearson auf. Die rechte Tragfläche brach ab, der Rumpf (samt linkem Flügel) rollte bodennah um 180° nach rechts und kam auf dem Dach (Rücken) liegend zum Stillstand. Es gab 15 Verletzte, jedoch keine Todesopfer. Das Flugzeug wurde zerstört (siehe auch Delta-Connection-Flug 4819).[104][105]

- (A) 17. März – Eine BAe Jetstream 32 der Línea Aérea Nacional de Honduras (LANHSA) (HR-AYW) stürzte auf dem Weg vom Flughafen Roatán nach La Ceiba nur einen Kilometer nach dem Start in den Atlantik. Von den 18 Personen an Bord kamen 13 bei dem Absturz ums Leben. Die Polizei ging unmittelbar nach dem Unfall von einem mechanischen Defekt als Ursache aus (siehe auch Línea-Aérea-Nacional-de-Honduras-Flug 018).[106][107]

- (A) 12. Juni – Eine Boeing 787-8 der Air India (VT-ANB) stürzte kurz nach dem Abheben vom Flughafen Ahmedabad in ein Wohngebiet. Das Flugzeug war mit 242 Insassen an Bord (12 Besatzungsmitglieder, 230 Passagiere) auf dem Weg nach London-Gatwick. Von den 242 Personen an Bord kamen 241 ums Leben. Auch am Boden starben mehr als 30 Menschen. Es handelt sich hierbei um den ersten Totalverlust einer Boeing 787 (siehe auch Air-India-Flug 171).[108]

- (A) 24. Juli – Eine Antonow An-24 der Fluggesellschaft Angara ist im Osten Russlands abgestürzt. Die Passagiermaschine war in Chabarowsk gestartet; nach einer Zwischenlandung in Blagoweschtschensk sollte sie in Tynda landen. Alle 48 Insassen starben (siehe auch Angara-Airlines-Flug 2311).[109][110]